# أولكساندر بتراكوف
ألكسندر بتراكوف (6 أغسطس 1957 بكييف في أوكرانيا - ) (بالأوكرانية: Олекса́ндр Васи́льович Петрако́в) هو مدرب كرة قدم ولاعب كرة قدم أوكراني في مركز الدفاع. شارك مع منتخب أوكرانيا تحت 19 سنة لكرة القدم. أما مع النوادي، فقد لعب مع FC Elektrometalurh-NZF Nikopol ‏ والنادي المركزي للجيش كييف وFC Nyva Vinnytsia ‏ وFC Dnipro Cherkasy ‏ وفيريس ريفني ‏.

## وصلات خارجية
- ألكسندر بتراكوف على موقع قاعدة بيانات كرة القدم.إي يو (الإنجليزية)
- ألكسندر بتراكوف على موقع Soccerway.com (الإنجليزية)
- ألكسندر بتراكوف على موقع عالم كرة القدم.نت (الإنجليزية)